# Yun Shouping

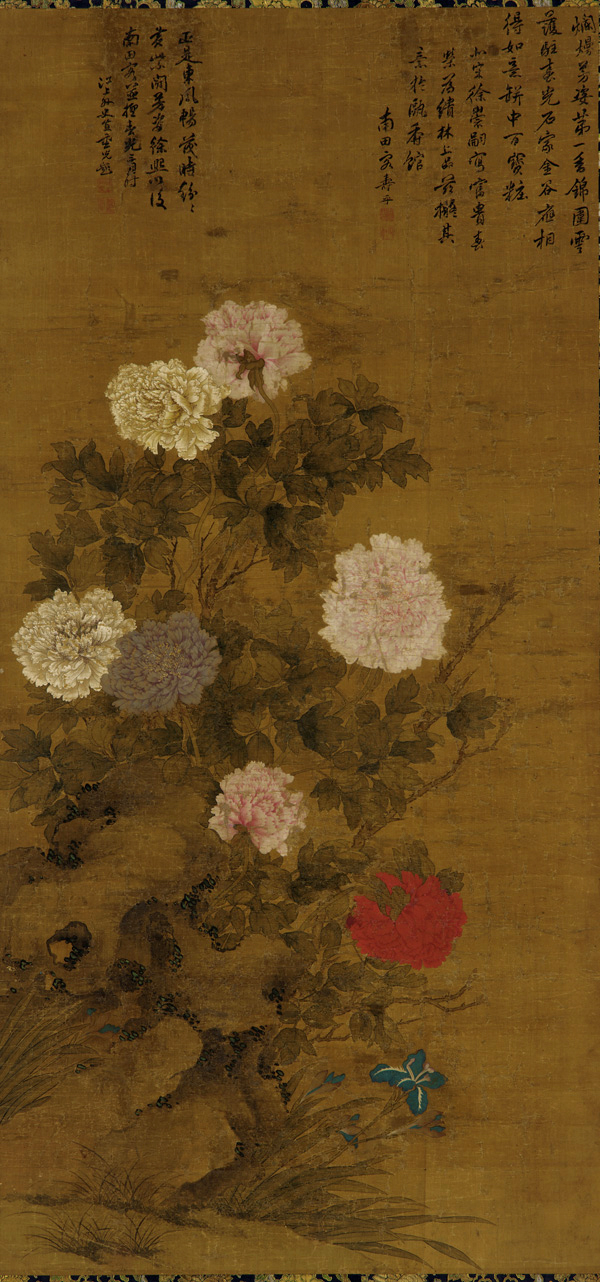
"Pioner" av Yun Shouping.

Yun Shouping, född 1633 i Wujin, avliden 1690, var en kinesisk målare.
Yun var jämte Wu Li och "de fyra Wang" en av Qingtidens sex stora mästare och vän och jämnårig med Wang Hui. Mest berömd blev Yun som blomstermålarc, men senare kritik har satt honom väl så högt som landskapsmålare. Liksom sina samtida arbetade han gärna i gamla mästares maner, men hans utförande präglas ändå av spontaneitet och friskhet.